# Ulvsbyfallet

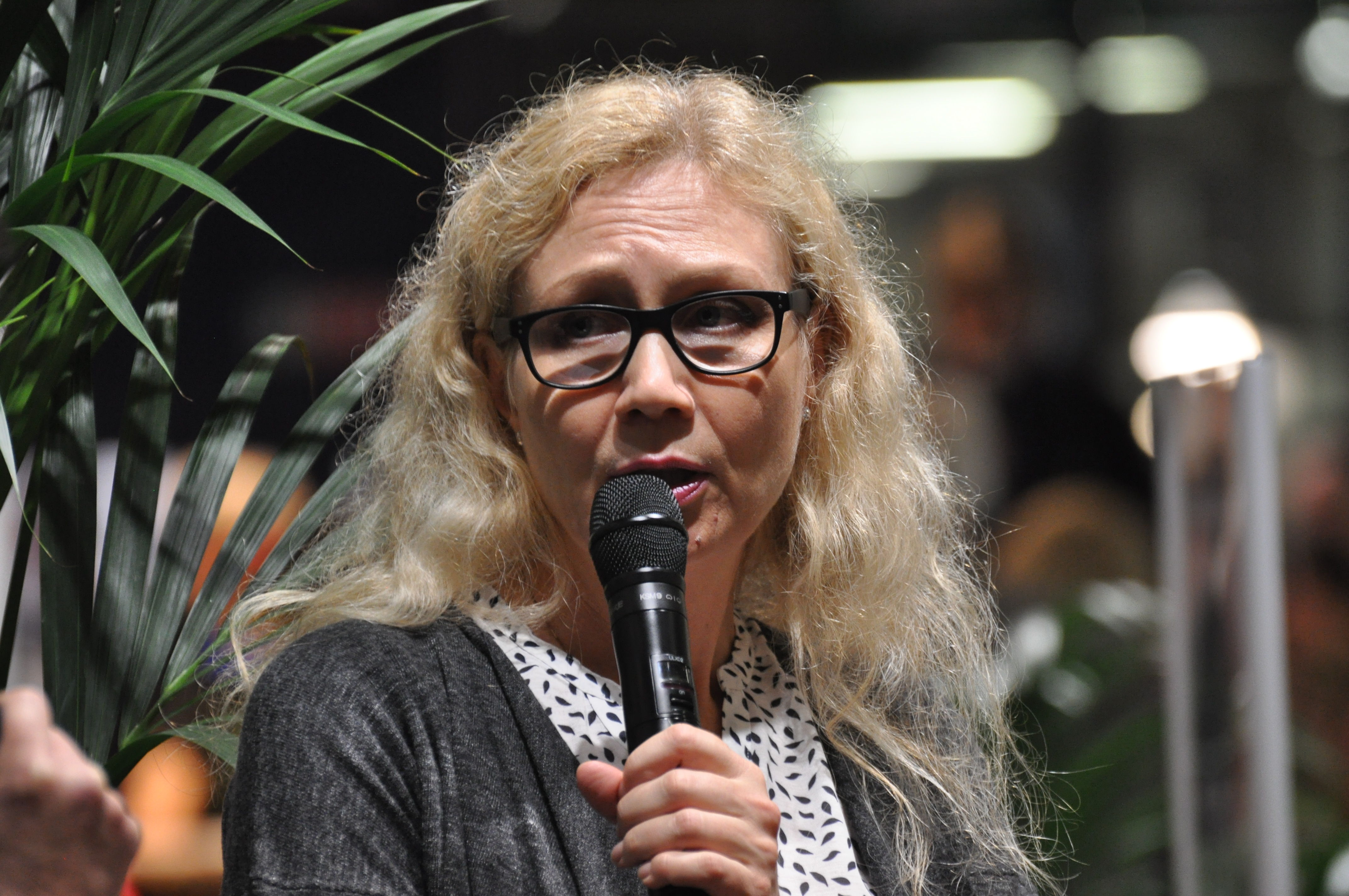
Anneli Auer på Helsingfors bokmässa 2016.

Ulvsbyfallet var ett finländskt rättsfall rörande ett mord på 51-årige Jukka S. Lahti som ägde rum den 1 december 2006 i Ulvsby kommun, söder om Björneborg. Till en början letade polisen efter en utomstående gärningsman, men i september 2009 greps offrets änka Anneli Auer och åtalades för mordet. Hon dömdes två gånger i tingsrätten, men båda gångerna upphävde hovrätten domen och slutligen i december 2015 blev den friande domen i kraft, då Finlands högsta domstol avslog åklagarmyndighetens överklagande.